# Brian H. Dierker
Brian Dierker est un acteur américain.

## Filmographie

### Cinéma

#### En tant qu'acteur
- 2007 : Into the Wild : Rainey, le compagnon de Jan (VFF : Paul Borne)
- 2011 : Sex Friends : Bones

### Télévision
- 2009 : The National Parks : America's Best Idea

#### En tant que coordinateur de production
- 1999 : Grand Canyon (documentaire télévisé)

## Nominations
2008 : Nommé meilleur ensemble d'acteurs par Screen Actors Guild Awards dans : Into the Wild partagé avec Hal Holbrook, Marcia Gay Harden, Catherine Keener, Vince Vaughn, Jena Malone, William Hurt, Kristen Stewart,  Emile Hirsch